# ریکا ماتسوموتو
ریکا ماتسوموتو (انگلیسی: Rika Matsumoto; ۳۰ نوامبر ۱۹۶۸ – ) خواننده، صداپیشه، بازیگر، و مجری رادیو اهل ژاپن است. وی از سال ۱۹۸۰ میلادی تاکنون مشغول فعالیت بوده‌است.